# Radio Kreiz Breizh
Radio Kreiz Breizh ("Radio du Centre Bretagne" en breton, siglé RKB) est une station de radio bretonne bilingue (breton et français) créée en 1983 à Saint-Nicodème, Côtes-d'Armor. 

## Historique
Radio Kreiz Breizh est créée en 1983, époque qui voit l'apparition de nombreuses radios libres. Les premières émissions de la station sont diffusées à partir de studios installés dans un ancien autocar, et sur le toit duquel est dressé un émetteur.

## Émissionsactuelles[Quand?]
Radio Kreizh Breizh propose des journaux d'information en langue bretonne quatre fois par jour : à 7 h 30, 8 h (titres), 8 h 30 et à 17 h 30. Ces journaux sont réalisés en collaboration avec quatre autres radios associatives bretonnes : Arvorig FM, Radio Kerne, Radio Bro Gwened et Radio Naoned.
Liste non exhaustive d'émissions proposées sur les ondes de RKB :
- La petite lanterne, par Morgan Large
- Avel em fenn, par Maëlle Ausias
- Baliñ Balañ, par Louis Pers
- Dans tes oreilles, par Anna Turluc'h
- Escale Jamaïcaine, par Cédric Anjot
- Focus, par Cédric Anjot
- Tramor,  par Brewen Favreau
- Metal an tan, par Visant Dubois et Bruno Blanchard
- Le son du monde, par Gwendal Le Coz
- Les voyages sonores, par Yann Le Ny
- Spotlight on Brittany, par des bénévoles de AIKB (Association Intégration Kreiz Breizh)
- Taol kalon, taol penn-bazh, par Michel Toutous

## Émetteurs
La station émet sur le Trégor (nord-est du Finistère et ouest des Côtes-d'Armor) et la Haute-Cornouaille (centre-est du Finistère et nord-ouest du Morbihan). Ses quatre émetteurs FM sont situés à :
- Maël-Pestivien : 102,9 MHz
- Ploumagoar : 106,5 MHz
- Berrien : 99,4 MHz
- Ploubazlanec : 107,5 MHz.